# Lord High Constable of Scotland
Der Lord High Constable von Schottland ist ein erbliches, heute zeremonielles Staatsamt. Er entspricht dem Amt des Konstablers in anderen Staaten. Historisch oblag ihm in der Armee die Kontrolle der Disziplin und die Streitschlichtung. Das Amt ist traditionell der rangerste unter den schottischen Great Officers of State und rangiert in der Protokollarischen Rangordnung Schottlands unmittelbar nach dem Monarchen und der königlichen Familie und vor allen anderen Peers.

## Geschichte

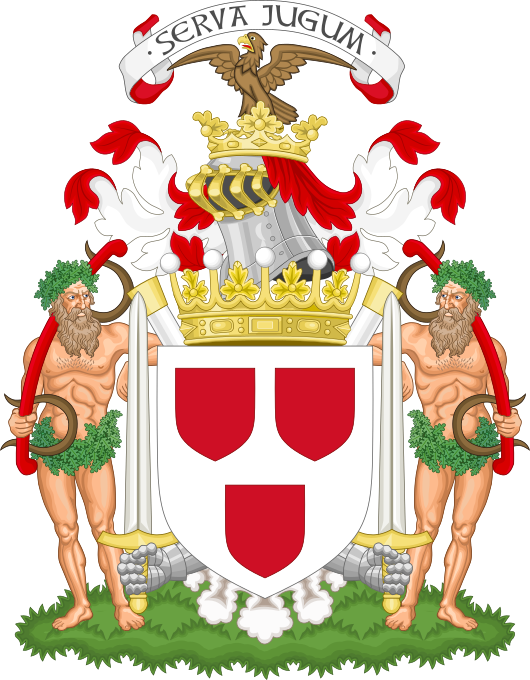
Wappen des Earl of Erroll, seit 1437 Amtsinhaber des High Constable of Scotland

Der Lord High Constable übte historisch auch richterliche Funktionen als oberster Richter des High Court of Constabulary aus. Vom späten 13. Jahrhundert bis ins 19. Jahrhundert war dieses Gericht – unter dem Vorsitz des Lord High Constable oder seiner Stellvertreter – befugt, alle Fälle von Aufruhr, Unruhen, Blutvergießen und Mord zu beurteilen, wenn solche Verbrechen im Umkreis von vier Meilen um den Monarchen, den Kronrat oder das Parlament begangen wurden.
Der Lord High Constable hatte auch mehrere ehrenvolle Privilegien, wie das Recht, auf der rechten Seite des Königs zu sitzen, wenn er dem Parlament beiwohnte, die Verwahrung der Schlüssel zum Parlamentsgebäude, den Oberbefehl über die Leibwache des Königs und den Vorrang vor allen Schotten mit Ausnahme der Mitglieder der königlichen Familie und des Lordkanzlers von Schottland. Die meisten Befugnisse verloren ihre praktische Bedeutung, als sich Schottland und England im Rahmen des Act of Union 1707 zu Großbritannien zusammenschlossen. Das Amt wird jedoch als zeremonielles Amt bis heute weitergeführt.
Das Amt wurde im 12. Jahrhundert erblich und wurde von der Familie Comyn gehalten, die jedoch in den schottischen Unabhängigkeitskriegen auf der falschen Seite landete. Seitdem wird es vom Oberhaupt der Familie Hay of Erroll, seit 1452 Earls of Erroll, gehalten.
Der Lord High Constable sowie der Duke of Hamilton (als Lord of Abernethy) sind berechtigt als Beisitzer des Lord Lyon King of Arms zu fungieren. Der Earl of Erroll und Lord High Constable ist zudem einer von vier Peers, die berechtigt sind, einen privaten Herold mit dem Titel Slains Pursuivant of Arms zu ernennen.
Im Jahr 1952 sprach der Court of Claims der 23. Countess of Erroll das Recht zu, als Lord High Constable bei der Krönung von Königin Elizabeth II. als Stellvertreterin des Lord High Constable of England teilzunehmen. Der derzeitige Inhaber des Amtes ist Merlin Hay, 24. Earl of Erroll. 

## Liste der Lords High Constable of Scotland
- um 1114–um 1138: Edward Siwardsson
- 1138–1162: Hugh de Morville
- 1162–1189: Richard de Morville
- 1189–1200: Lochlann of Galloway
- 1200–1234: Alan of Galloway
- 1234–1265: Roger de Quincy, 2. Earl of Winchester
- um 1265–um 1275: Sir Leonard Leslie
- 1275–1289: Alexander Comyn, 6. Earl of Buchan
- 1289–1308: John Comyn, 7. Earl of Buchan
- 1311–1312: David Strathbogie, 10. Earl of Atholl
- 1314–1333: Sir Gilbert de la Hay
- 1333: Henry de Beaumont, 1. Baron Beaumont
- 1333–1346: Sir David de la Hay
- 1346–1406: Sir Thomas de la Hay
- 1406–1437: William Hay, 1. Lord Hay
- 1437–um 1462: William Hay, 1. Earl of Erroll
- um 1462–1470: Nicholas Hay, 2. Earl of Erroll
- 1470–1507: William Hay, 3. Earl of Erroll
- 1507–1513: William Hay, 4. Earl of Erroll
- 1513–1522: William Hay, 5. Earl of Erroll
- 1522–1541: William Hay, 6. Earl of Erroll
- 1541–1574: George Hay, 7. Earl of Erroll
- 1574–1585: Andrew Hay, 8. Earl of Erroll
- 1585–1631: Francis Hay, 9. Earl of Erroll
- 1631–1636: William Hay, 10. Earl of Erroll
- 1636–1675: Gilbert Hay, 11. Earl of Erroll
- 1675–1704: John Hay, 12. Earl of Erroll
- 1704–1717: Charles Hay, 13. Earl of Erroll
- 1717–1758: Mary Hay, 14. Countess of Erroll
- 1758–1778: James Hay, 15. Earl of Erroll
- 1778–1798: George Hay, 16. Earl of Erroll
- 1798–1819: William Hay, 17. Earl of Erroll
- 1819–1846: William Hay, 18. Earl of Erroll
- 1846–1891: William Hay, 19. Earl of Erroll
- 1891–1927: Charles Hay, 20. Earl of Erroll
- 1927–1928: Victor Hay, 21. Earl of Erroll
- 1928–1941: Josslyn Hay, 22. Earl of Erroll
- 1941–1978: Diana Hay, 23. Countess of Erroll
- 1978–heute: Merlin Hay, 24. Earl of Erroll